# كريستيان مواسيسا
كريستيان مواسيسا (بالفرنسية: Christianne Mwasesa) مواليد 23 مارس 1985 في لوبومباشي، جمهورية الكونغو الديمقراطية، هي لاعبة كرة يد كونغولية تلعب كظهير أيسر.

## سجل المنافسة
شاركت في البطولات التالية:
- بطولة العالم لكرة اليد للسيدات 2013
- بطولة العالم لكرة اليد للسيدات 2015

## روابط خارجية
- كريستيان مواسيسا على موقع الاتحاد الأوروبي لكرة اليد (الإنجليزية)